# Râul Ferenți
Râul Ferenți (Tigăile) este un curs de apă din județul Brașov, singurul afluent de stânga al râului Tigăile, care este al doilea afluent de stânga al râului Doftana (Tărlung) (cunoscut, de asemenea, ca Râul Doftana Ardeleană), care este la rândul său un afluent de stânga al râului Tărlung. 

## Generalități
Râul Ferenți (Tigăile) nu are afluenți semnificativi și nici nu trece prin vreo localitate.